# Ямник (Ямникское сельское поселение)
Ямник — деревня в Демянском муниципальном районе Новгородской области. Административный центр Ямникского сельского поселения.
Расположен в 117 км от административного центра Новгородской области — Великий Новгород и в 19 км от районного центра — пгт Демянск.

## Население
| 2010 |
| ---- |
| 590  |

## История
Селение Ямник упоминается в древних писцовых книгах с 1495 года.
В 1908 году в Ямнике было  11 жилых строений, в которых жило 162 человека ( 127 мужчин и 35 женщин). В 1909 году дворовых мест, занятых пристройками – 13, жилых строений-11, количество жителей – 62 человека.
Из общественных построек в Ямнике были часовня и хлебозапасный магазин.
С 01.10.1927 года по 05.07.1944 года поселение входило в состав Ленинградской области.
С 1956 года д.Ямник входит в состав Мелеченского сельского совета Демянского района Новгородской области.
С 01.01.1965 года по 1968 год входила в состав Валдайского района.
С 1969 года — в составе Демянского района.